# 라이즈 오브 더 노스스타
라이즈 오브 더 노스스타(영어: Rise of the Northstar)는 프랑스의 메탈코어 밴드이자 랩 메탈 밴드로 2008년에 결성되었다. 기존 메탈 그룹과 다른 점이 있다면 일본의 대중문화와 헤비 메탈, 하드코어 펑크, 힙합을 결합한 것이 특징이다.

## 역사

### 2008년부터2010년까지: 결성 및Tokyo Assault
라이즈 오브 더 노스스타는 2008년에 비티아에 의해 결성이 되었고 그룹 이름의 유래는 일본의 만화인 북두의 권(일본어: 北斗の拳 호쿠토노 켄[*])에서 유래되었다. 당시 멤버는 보컬 담당인 비티아를 비롯해, 기타 담당인 니콜라 "디에고" 르호와, 로익 "비보이" 가넴, 베이스 담당은 파비엔 "패뷸러스 패브" 헤이그와 드럼 담당인 맥스 V.로 구성되었다.
2009년에 파리의 상트마르테 스튜디오에서 5일 동안 3개의 트랙을 녹음 했으며, 2010년 1월 12일에 라이즈 오브 더 노스스타의 최초 음반이자 EP 음반인 Tokyo Assault를 발매했다.
같은 해 여름에 기타 담당인 니콜라 "디에고" 르호와와 드럼 담당인 맥스 V.가 탈퇴하면서, 기타 담당인 에바-B와 드럼 담당인 팬텀이 새롭게 영입되었다.

### 2011년부터2012년까지:Demonstrating My Saiya Style
2011년 3월 11일에 도호쿠 지방 태평양 해역 지진과 후쿠시마 제1 원자력 발전소 사고가 발생하면서 같은 해 5월에 일본이 너를 지키고 있다(영어: Protect Your Japan)란 캠패인을 펼쳤다. 같은 해 6월에 일본 적십자사에 기부하기 위해 "Phoenix"란 곡을 발표했다. 얼마 지나지 않아 기타 담당인 로익이 탈퇴하고 에어 원이 가입했다.
2012년 6월 23일에 두 번째 EP 음반인 Demonstrating My Saiya Style 앨범을 발표했다. 두 번째 EP 음반은 세계 최초로 발매되었고 6개의 트랙으로 구성되었다. 앨범이 발매 최초로 2천장이나 팔렸다. EP 음반 최초로 "Sound of Wolves", "Demonstrating My Saiya Style"곡이 뮤직 비디오를 통해 공개되었다.

### 2013년부터2016년까지:Welcame
2013년에 베이스 담당인 루카스가 탈퇴하고 파비엔이 영입되었다. 같은 해 하반기에 정규 음반인 Welcame 음반을 녹음하고 독자적인 레이블인 레프레시온 레코드를 설립했다. 당초 2014년 9월 29일에 발매될 예정이나 뉴클리어 블래스트와 협의가 늦어지면서 같은 해 11월 24일로 연기되었다. 이 앨범은 새로운 팬들에게 환영하는 방법을 고려해 일본의 만화인 루키즈에 대한 내용을 담았다. 미국의 기타 리스트로 유명한 제우스와 함께 음반을 작곡했고, 집에서는 기타, 드럼과 보컬은 파리의 스튜디오에서 각각 녹음했다.

### 2017년부터 현재까지:The Legacy of Shi,Live in Paris
2017년 3월에 스튜디오에서 두 번째 앨범을 발매 계획을 발표했다. 앨범 녹음을 시작하기 앞서 드럼 담당인 맥스 V.가 탈퇴했다. 같은 해 11월에 고지라, 조 듀플랑티에르와 같이 뉴욕의 스튜디오에서 새로운 앨범 발매를 위해 녹음을 시작했다. 앨범 녹음 작업 이후 드럼 담당인 팬텀이 가입했다.
2018년 6월에 티처 영상인 Here Comes The Boom 10초 짜리 영상을 공개한데 이어 같은 해 7월에 발표되었다. 앨범 발매에 앞서 2개의 싱글 음반이 발매되었고 같은 해 10월에 The Legacy of Shi이 정식으로 출시되었다. 이 앨범은 총 11곡이 구성되었으며, 기타 담당인 에바-B는 일본의 민괴인 요괴를 담았다고 한다. 또한 더 많은 음악 스타일을 앨범에 혼합한 대신 튜닝이 적은 편이다. 2019년 3월에 유튜브 채널을 통해 티저 영상이 최초로 공개되었고 3일 후에 정식으로 뮤직비디오가 출시되었다.
2020년 6월에 새로운 EP 음반이 발매되었다. 새로운 EP 음반에 라이브 곡을 포함해 6곡이 수록되었고, 이와는 별도로 Sayonara 곡이 추가되었다.

## 음악적 스타일
밴드의 음악적 스타일은 1990년대 뉴욕 하드코어 펑크 메탈, 힙합, 일본의 대중문화를 혼합했으며 크로스오버 스래시의 혼합물이라고 주장한다. 밴드는 메탈 그룹인 레이지 어게인스트 더 머신, 슬레이어, 수어사이들 텐던시즈, 머쉬인 헤드, 판테라, 바이오해저드와 같은 메탈 그룹의 영향을 받았고, 우 탱 클랜, 오닉스, 맙 딥과 같은 힙합 그룹의 영향을 받았다. 또한 노래 가사의 경우 일본의 애니메이션인 루키즈, 북두의 권, 드래곤볼, 아키라, GTO 작품에서 영향을 받았다.

## 음반

### 정규 음반
| 제목              | 앨범 세부 정보                                                                 | 차트 순위      | 차트 순위      | 차트 순위      | 차트 순위        | 차트 순위      |                |
| 제목              | 앨범 세부 정보                                                                 | FRA            | GER            | SWI            | UK 인디 브레이크 | UK 락          |                |
| ----------------- | ------------------------------------------------------------------------------ | -------------- | -------------- | -------------- | ---------------- | -------------- | -------------- |
| Welcame           | - 발매 : 2014년 11월 21일 - 음반 : 뉴클리어 블래스트 - 형식 : CD, 다운로드, LP | 미집계         | 미집계         | 미집계         | 미집계           | 미집계         |                |
| The Legacy of Shi | - 발매 : 2018년 10월 19일 - 음반 : 뉴클리어 블래스트 - 형식 : CD, 다운로드, LP | 82             | 32             | 81             | 20               | 32             |                |
| Showdown          | - 발매 : 2023년 4월 7일 - 음반 : 뉴클리어 블래스트 - 형식 : CD, 다운로드, LP   | 향후 출시 예정 | 향후 출시 예정 | 향후 출시 예정 | 향후 출시 예정   | 향후 출시 예정 | 향후 출시 예정 |

### EP 음반
| 제목                         | 앨범 세부 정보                                                            |
| ---------------------------- | ------------------------------------------------------------------------- |
| Tokyo Assault                | - 발매 : 2010년 1월 12일 - 음반 : 아카츠키 레코드 - 형식 : CD             |
| Demonstrating My Saiya Style | - 발매 : 2012년 7월 23일 - 음반 : 아카츠키 레코드 - 형식 : CD, 다운로드   |
| Live in Paris                | - 발매 : 2020년 6월 19일 - 음반 : 뉴클리어 블래스트 - 형식 : CD, 다운로드 |

## 구성원
- 빅토르 "비티아" 르호와 - 보컬
- 브리스 "에바-B" 고티에 - 기타
- 에르완 "에어 원" 메네즈 - 기타
- 파비엔 "패뷸러스 패브" 헤이그 - 베이스
- 팬텀 - 드럼

라이즈 오브 더 노스스타의 멤버
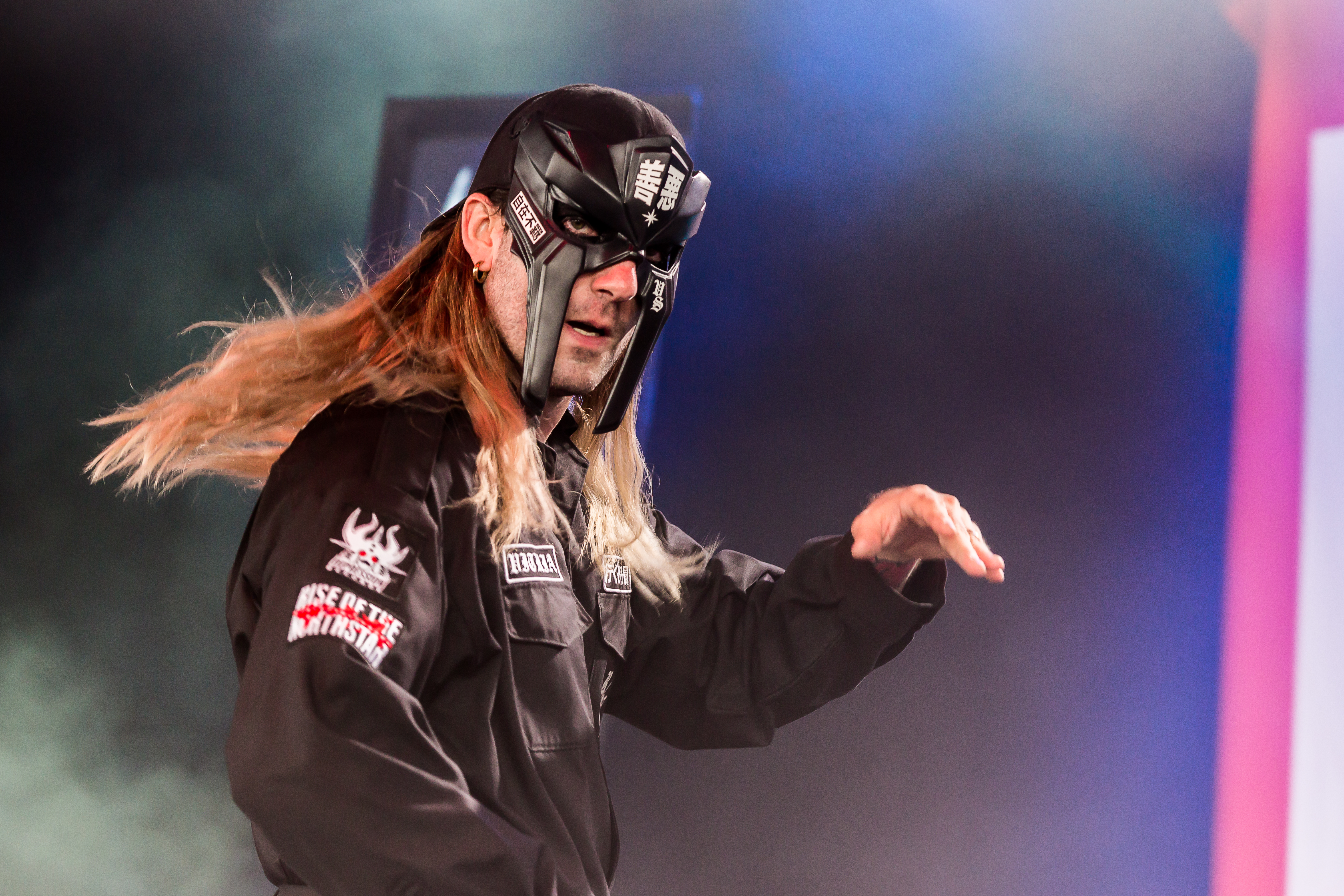
비티아
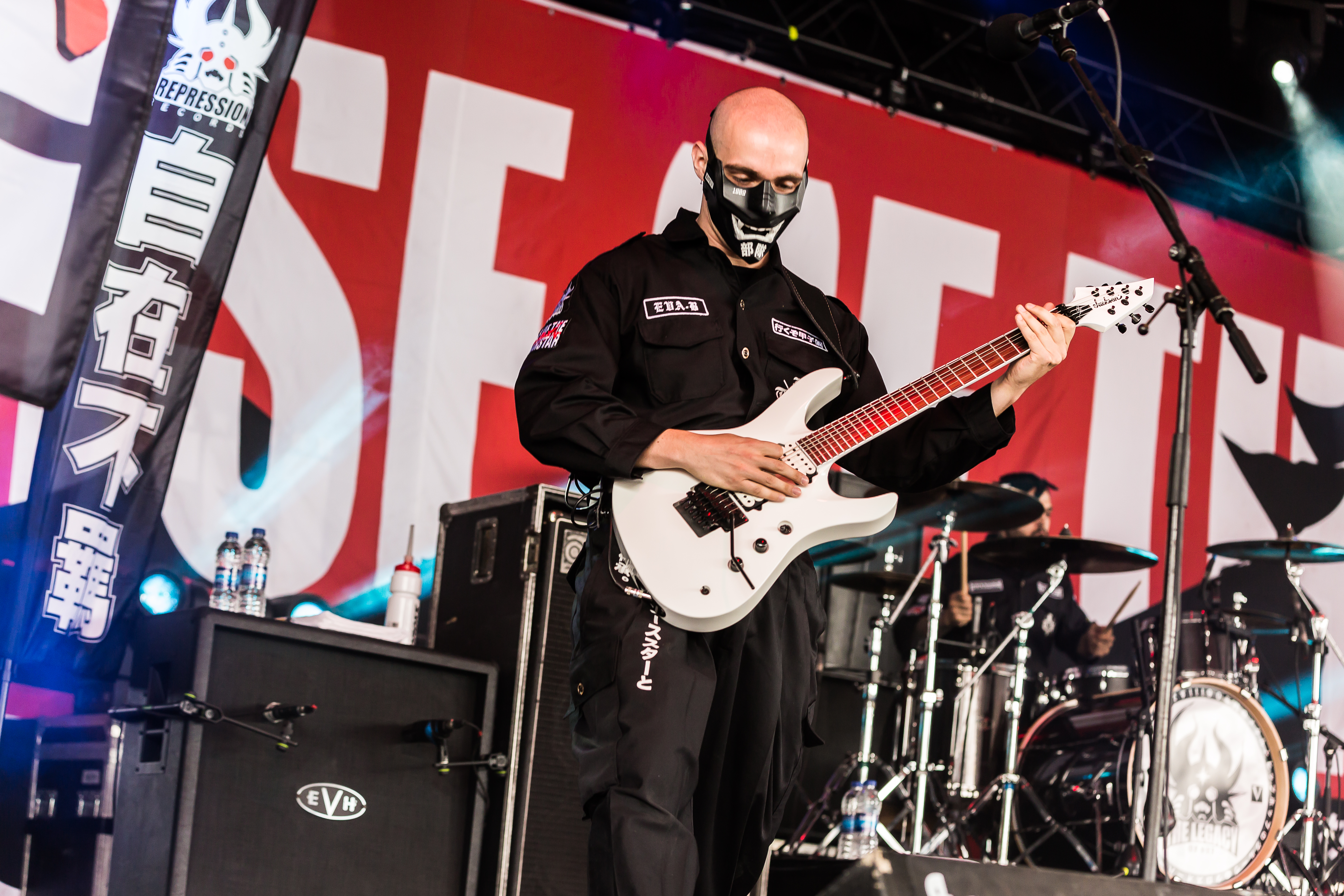
에바-B
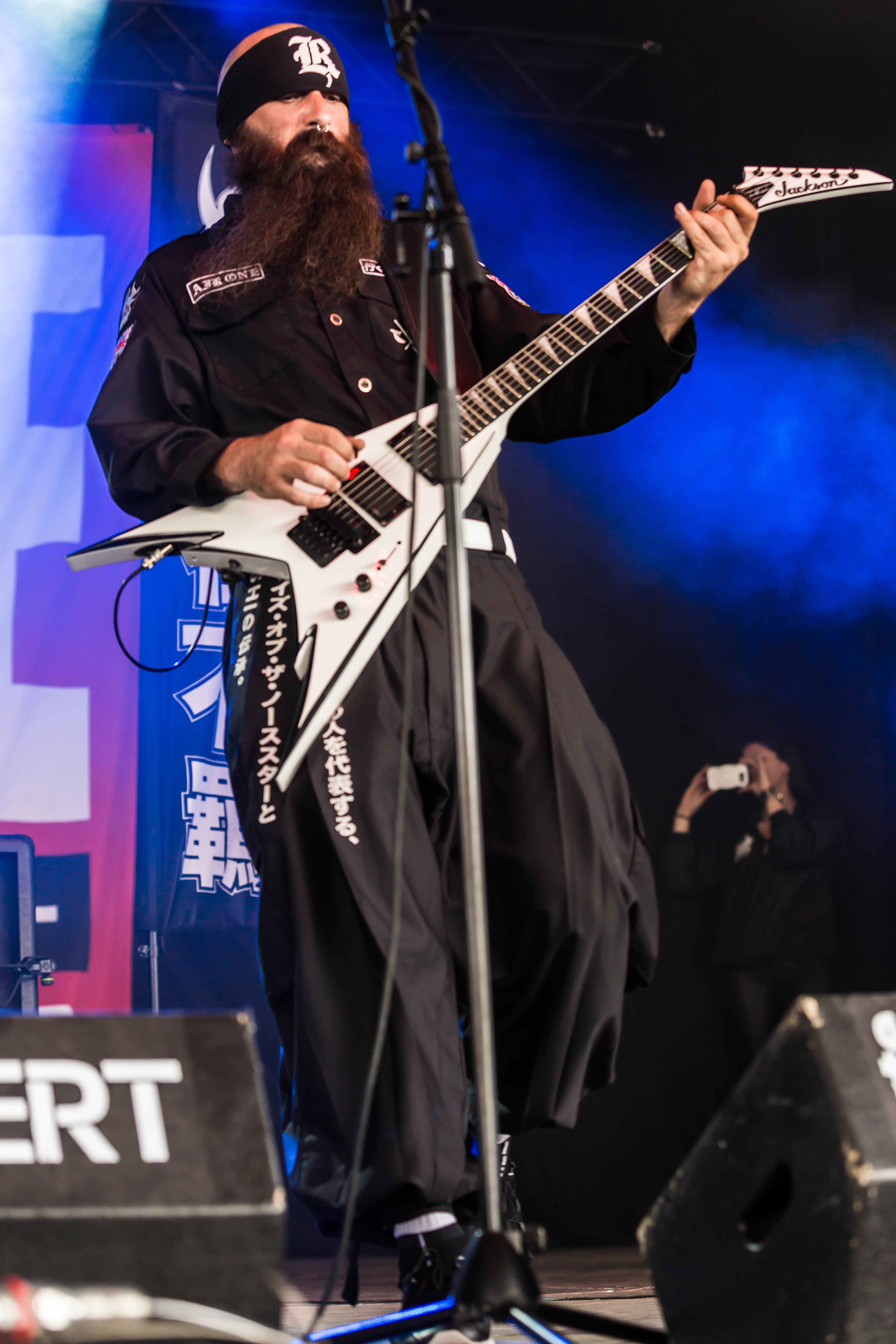
에어 원
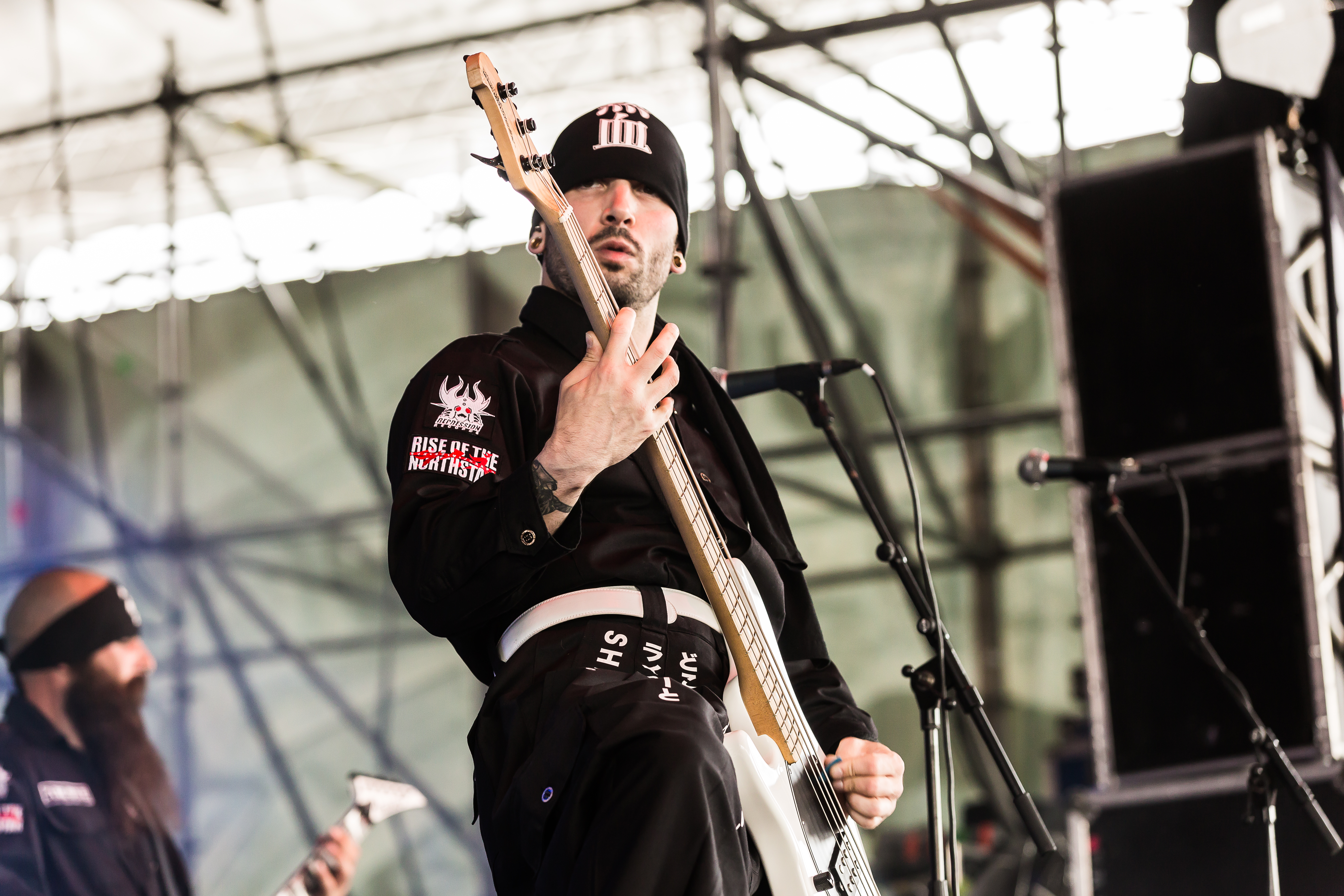
패뷸러스 패브
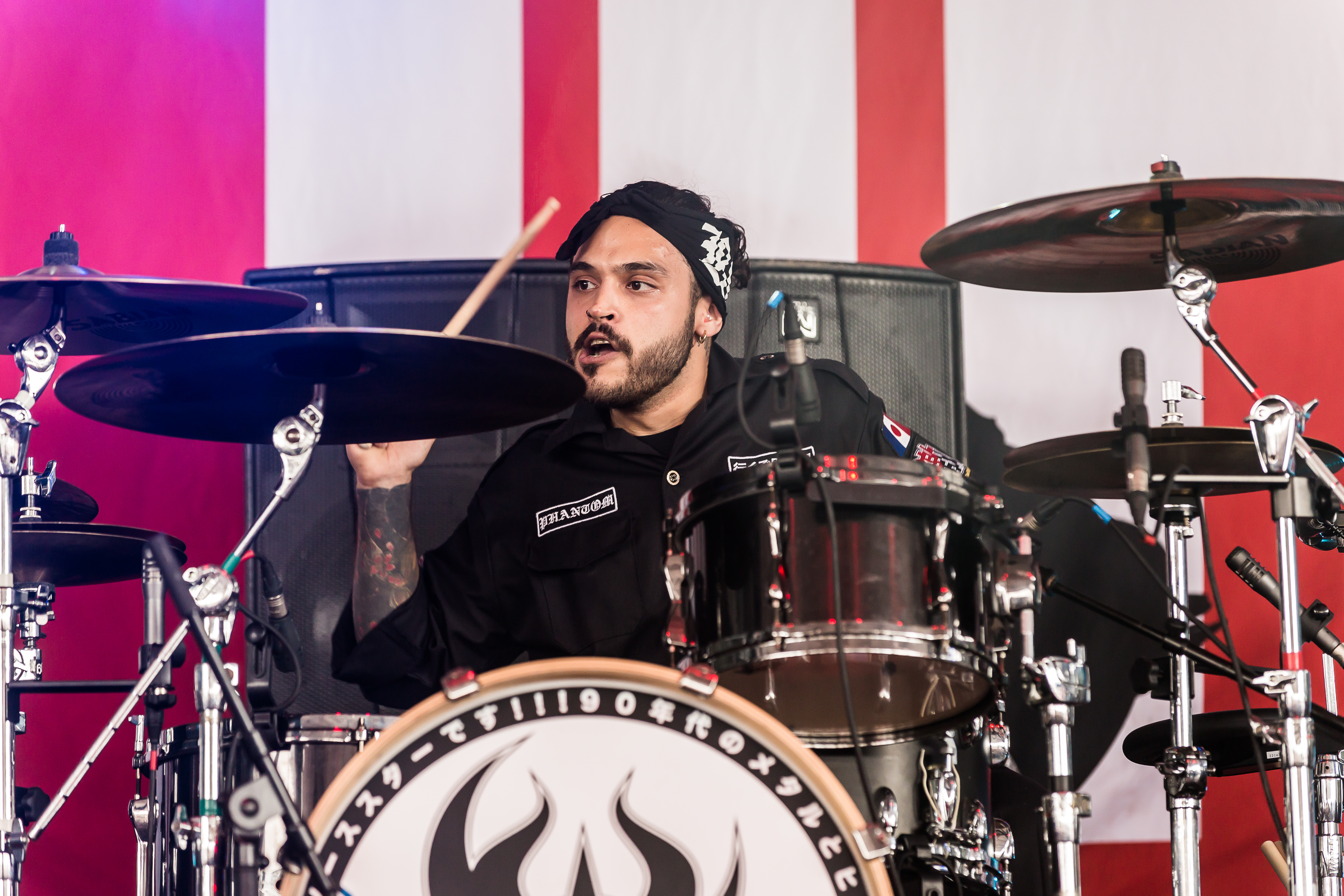
팬텀

## 이전 구성원
라이즈 오브 더 노스스타 결성 때부터 밴드를 거쳐갔던 구성원들이다.
- 니콜라 "디에고" 르호와 - 기타
- 맥스 V. - 드럼
- 로익 "비보이" 가넴 - 기타
- 루카스 - 베이스
- 케빈 "호쿠토노 케브" 르꼼떼 - 보컬